# Luziola spruceana
Luziola spruceana là một loài thực vật có hoa trong họ Hòa thảo. Loài này được Benth. ex Döll mô tả khoa học đầu tiên năm 1871.